# Amfikleia-Elateia
Amflikeia-Elateia (en griego: Αμφίκλειας-Ελάτειας) es un municipio de Grecia en la periferia de Grecia Central en la unidad periférica de Ftiótide. En el censo de 2001 su población era de 13.024 habitantes.
La sede de la municipalidad es la ciudad de Kato Titorea. A raíz de la reforma administrativa del Plan Calícrates en vigor desde enero de 2011, que abolió la prefectura, el municipio de Amfikleia-Elateia se formó por la fusión de los siguientes tres municipios, que se convirtieron en unidades municipales:
- Amfikleia
- Elateia
- Titorea